# Wolfgang Kaiser (Historiker)
Wolfgang Kaiser (* 27. Januar 1951 in Sondershausen) ist ein deutscher Historiker.
Kaiser studierte Geschichte an der Freien Universität Berlin und an der Universität Aix-en-Provence. Er legte sein Masterexamen ab und wurde 1988 am Europäischen Hochschulinstitut Florenz promoviert. Seine Habilitation erfolgte 2003 in Aix-en-Provence. Dort arbeitete er von 1993 bis 2004 als Maître de conférences. Seit 2004 war er Professor für frühneuzeitliche Geschichte an der Université Paris 1 Panthéon-Sorbonne und seit 2005 Directeur d’études an der École des hautes études en sciences sociales, Paris. 2017 erfolgte seine Emeritierung.
2013 wurde er Mitglied der Academia Europaea.

## Schriften (Auswahl)
- als Herausgeber mit Claudia Moatti, Christophe Pébarthe: Le monde de l’itinérance en Méditerranée, de l’antiquité à l’époque moderne. Procédures de contrôle et d’identification (= Ausonius éditions. Études. 22). Ausonius u. a., Bordeaux u. a. 2009, ISBN 978-2-35613-008-2.
- als Herausgeber: Le commerce des captifs. Les intermédiaires dans l’échange et le rachat des prisonniers en Méditerranée, XVe–XVIIe siècles. Études (= Collection de l’Ecole française de Rome. 406). École Française de Rome, Rom 2008, ISBN 978-2-7283-0805-7.
- als Herausgeber: L’Europe en conflits. Les affrontements religieux et la genèse de l’Europe moderne. Vers 1500 – vers 1650. Presses Universitaires de Rennes, Rennes 2008, ISBN 978-2-7535-0656-5.
- als Herausgeber mit Claudia Moatti: Gens de passage en Méditerranée, de l’antiquité à l’époque moderne. Procédures de contrôle et d’identification (= Collection  L’Atelier méditerranéen.). Maisonneuve & Larose u. a., Paris u. a. 2007, ISBN 978-2-7068-1993-3.
- als Herausgeber mit Claudius Sieber-Lehmann, Christian Windler: Eidgenössische „Grenzfälle“: Mülhausen und Genf. = En marge de la confédération: Mulhouse et Genève (= Basler Beiträge zur Geschichtswissenschaft. 172). Schwabe, Basel 2001, ISBN 3-7965-1432-4.
- Marseille im Bürgerkrieg. Sozialgefüge, Religionskonflikt und Faktionskämpfe in Marseille, 1559–1596 (= Veröffentlichungen des Max-Planck-Instituts für Geschichte. 103). Vandenhoeck & Ruprecht, Göttingen 1991, ISBN 3-525-35640-4 (zugleich: Florenz, Europäisches Hochschulinstitut, Florenz, Dissertation, 1988).
  - französisch: Marseille au temps des troubles. Morphologie sociale et luttes de factions. 1559–1596 (= Recherches d’histoire et de sciences sociales. 52). Éditions de l’École des Hautes Études en Sciences Sociales, Paris 1992, ISBN 2-7132-0989-7.